# Rudolf Schönberg
Rudolf Schönberg, né à Forest (Bruxelles) le 24 mars 1901 et mort à Schaerbeek en juillet 1944, était un peintre et résistant belge.

## Biographie
Rudolf Schönberg naît en 1901 à Forest (Bruxelles). Il étudie à l'Académie royale des beaux-arts de Bruxelles. Plus tard, il suit les cours de Kurt Peiser et de Gerard Jacobs. Il peint principalement à l'aquarelle et a également réalisé des gravures. Il est marin et le thème maritime est fréquent dans ses œuvres. À partir de 1923, il se rend souvent à Veere, en Zélande, pour peindre et naviguer. Il y rencontre sa future épouse, Maria Goethals. Il a également voyagé en Angleterre, au Danemark et en Amérique centrale. En 1930, il devient membre de la Société belge des Peintres de la Mer.
Durant les années 1930, il offre refuge à des communistes allemands s'opposant au nazisme. Lui-même communiste et issu d'une famille juive, il milite contre le fascisme. Pendant la Seconde Guerre mondiale, Rudolf Schönberg participe à la résistance aux côtés d'un groupe d'artistes et d'intellectuels. Il rédige pour les Temps Nouveaux, un journal clandestin de la presse communiste. Il est arrêté par la Gestapo le 13 mai 1944 et exécuté au Tir national à Schaerbeek.

## Expositions
- 1933 : Ostende, Galerie Studio : Exposition d'eaux-fortes et pointes-sèches.